# ワイアットの乱

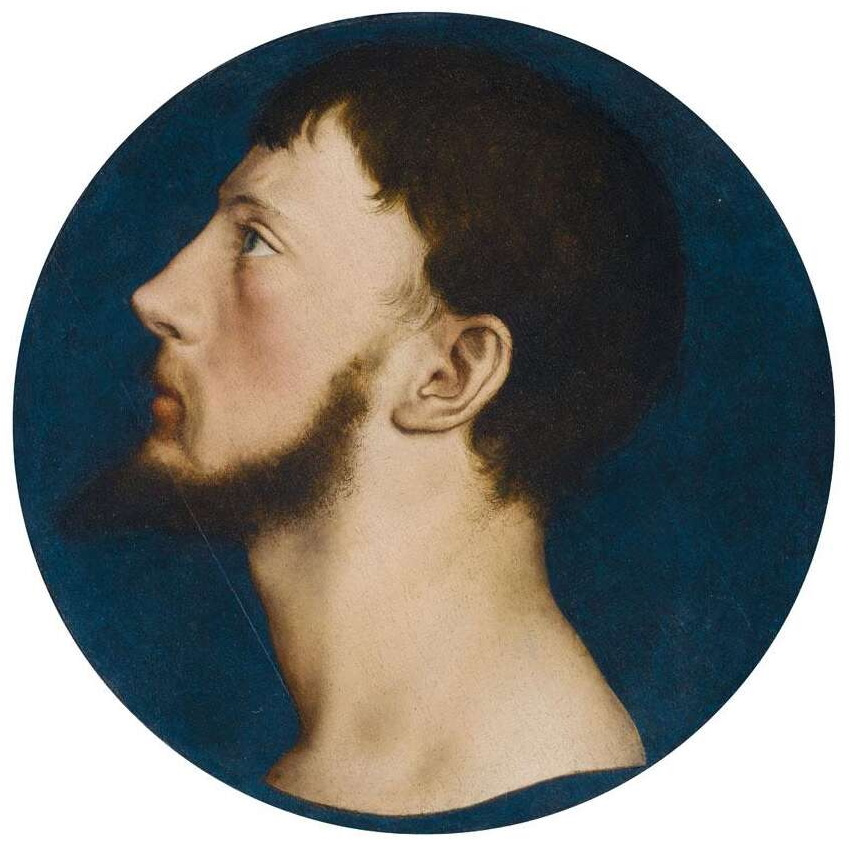
ハンス・ホルバインによるトマス・ワイアットの肖像 c.1540-1542

ワイアットの乱は、1554年にイングランド王国で起きた反乱であり、指導者の一人トマス・ワイアットの名にちなむ。女王メアリー1世とスペインの王子フェリペの結婚への抗議行動であり、メアリー1世の廃位を暗に求めた。

## 動機
反乱の動機には種々の論議がある。女王が外国人の夫を持ち、イングランド王国が外国人に支配されることに対する嫌悪感がまず挙げられる。父ヘンリー8世および弟の前王エドワード6世の下で宗教改革が進んだにもかかわらず、カトリック教徒である女王が反動的な政策を進め、同じカトリック教徒であるフェリペ王子と結婚することに対する宗教的反発も挙げられる。当時スペインでは異端審問が盛んであり、反乱の指導者はすべてプロテスタントであった。女王の廃位を意図したとされるが、公には言明されなかった。

## 反乱の計画
反乱には四人の主な指導者がいた。
- サー・トマス・ワイアット
- サー・ジェームズ・クロフト
- サー・ピーター・カルー
- サフォーク公ヘンリー・グレイ

さらに、スペインとイングランドの接近をよしとしないフランスの大使も反乱に加担していた。4人の指導者はそれぞれの本拠の地域で兵をあげ、ロンドンに攻めよせ、メアリー1世を退位させて、プロテスタントの妹エリザベス王女を王位につけ、さらにデヴォン伯エドワード・コートニーと結婚させるつもりであった。フランスは艦隊を派遣して、フェリペのイングランド上陸を阻むつもりであった。
だが、神聖ローマ帝国大使シモン・ルナールが計画を嗅ぎ付け、大法官であった司教スティーブン・ガーディナーに知らせ、逮捕されたデヴォン伯が計画を漏らすことになった。
ヘンリー・グレイは挙兵をあきらめて逮捕され、やがて斬首された。先の陰謀で入牢中だった娘のジェーン・グレイとその夫のギルフォード・ダドリーはこの反乱には無関係だったが、警戒されてやはり処刑された。
ジェームズ・クロフトはエリザベスと会談したが、反乱の成功の可能性が低いことを知り、断念して逮捕された。
プロテスタントの貴族は反逆罪に加担することを渋り、その下の農民たちは大多数がカトリックであり、兵は集まらなかった。ピーター・カルーはノルマンディーに逃亡したが逮捕された。フランス艦隊は引き返した。
1554年1月、トマス・ワイアットのみが兵を集めて挙兵した。

## 反乱
ケント州では宗教改革の勢いが強く、カトリックのスペイン王子と女王メアリー1世の結婚は不人気であった。トマス・ワイアットは鎮圧軍からの転向者を吸収し、その軍は3,000の兵に膨れ上がった。老いたノーフォーク公の軍が鎮圧に向かったが、やはり1,000の兵が転向し、ノーフォーク公はロンドンに逃げ戻った。
エリザベス王女は宮廷に召喚されて監禁された。女王は、24時間以内に武装解除をして自宅へ帰った者は恩赦するとし、またワイアットの首に賞金をかけた。反乱軍はロンドン防衛にあたる女王の鎮圧軍のウィリアム・ハワード男爵によって、ロンドン入城を阻止され、反徒たちはロンドン入市を果たせず、やがて四散した。残った反乱軍の多くは処刑された。トマス・ワイアットは、エリザベス王女の関与について厳しい尋問を受けた後に斬首され、四つ裂きにされた体と首はさらしものにされた。ジェームズ・クロフトとピーター・カルーは捕えられたがやがて釈放された。一方、大姪エリザベス王女（アンの娘、後のエリザベス1世）がワイアットの乱に加担したとの容疑を受けた際には、ハワード男爵は王女を擁護した。
エリザベス王女は厳しく尋問され、処刑される可能性もあったが、賢明な供述で刑を逃れた。反乱の計画を知らなかったとし、その関与は立証されなかった。デヴォン伯は大陸に追放された。
ワイアット家は領地と称号をすべて失ったが、エリザベスが王位に着いた後に回復させた。